# Qatar National Convention Centre
Il Qatar National Convention Center (QNCC) è un edificio che ospita un centro congressi situato a Gharafat al Rayyan, a Doha, in Qatar, progettato dall'architetto giapponese Arata Isozaki in collaborazione con la RHWL Architects.
Il QNCC è stato ufficialmente inaugurato il 4 dicembre 2011. È stato il primo edificio del suo genere ad essere costruito secondo lo standard di certificazione Gold della Leadership in Energy and Environmental Design (LEED).